# Булак (Братский район)
Булак (бур. Булаг - Рудник, ключ) — деревня в Братском районе Иркутской области России. Входит в состав Прибрежнинского сельского поселения. Находится примерно в 118 км к юго-юго-западу (SSW) от районного центра, города Братска, на высоте 457 метров над уровнем моря.

## Население
По данным Всероссийской переписи, в 2010 году численность населения деревни составляла 9 человек (5 мужчин и 4 женщины).
| 2002 | 2010 | 2011 | 2012 |
| ---- | ---- | ---- | ---- |
| 15   | ↘9   | →9   | ↘5   |

## Улицы
Уличная сеть деревни состоит из 2 улиц.